# Laurie Scott (hockey sur glace)
Laurie Scott (né le 19 juin 1900 à South River, dans la province de l'Ontario, au Canada) est un joueur professionnel canadien de hockey sur glace qui évoluait au poste d'attaquant.

## Biographie
Il fait ses débuts dans la Ligue nationale de hockey lors de la saison 1926-1927 au cours de laquelle il joue 39 des 44 matchs des Americans de New York. L'année suivante, il est recruté par les Rangers de New York. Après avoir joué 23 matches, n'avoir marqué qu'un seul point et avoir subi une fracture nu nez, il est rétrogradé en ligue mineure avec les Indians de Springfield, club-école des Rangers. Il n'est ensuite plus rappelé par les Rangers et alors que ces derniers remportent la Coupe Stanley, il n'est pas considéré comme ayant fait partie de l'effectif champion puisque ne faisant plus partie de l'équipe.

## Statistiques
| Saison     | Équipe                   | Ligue      |    | Saison régulière | Saison régulière | Saison régulière | Saison régulière | Saison régulière |   | Séries éliminatoires | Séries éliminatoires | Séries éliminatoires | Séries éliminatoires | Séries éliminatoires |
| Saison     | Équipe                   | Ligue      | PJ | B                | A                | Pts              | Pun              | PJ               | B | A                    | Pts                  | Pun                  |                      |                      |
| 1922-1923  | Crescents de Saskatoon   | WCHL       | 21 | 7                | 6                | 13               | 6                | -                | - | -                    | -                    | -                    |                      |                      |
| 1923-1924  | Sheiks de Saskatoon      | WCHL       | 30 | 20               | 5                | 25               | 8                | -                | - | -                    | -                    | -                    |                      |                      |
| 1924-1925  | Sheiks de Saskatoon      | WCHL       | 26 | 12               | 7                | 19               | 23               | 2                | 0 | 0                    | 0                    | 2                    |                      |                      |
| 1925-1926  | Sheiks de Saskatoon      | WHL        | 29 | 11               | 4                | 15               | 31               | 2                | 0 | 1                    | 1                    | 2                    |                      |                      |
| 1926-1927  | Americans de New York    | LNH        | 39 | 6                | 2                | 8                | 22               | -                | - | -                    | -                    | -                    |                      |                      |
| 1927-1928  | Rangers de New York      | LNH        | 23 | 0                | 1                | 1                | 6                | -                | - | -                    | -                    | -                    |                      |                      |
| 1927-1928  | Indians de Springfield   | Can-Am     | 17 | 3                | 3                | 6                | 8                | 4                | 0 | 0                    | 0                    | 2                    |                      |                      |
| 1928-1929  | Indians de Springfield   | Can-Am     | 40 | 10               | 1                | 11               | 42               | -                | - | -                    | -                    | -                    |                      |                      |
| 1929-1930  | Hornets de Duluth        | AHA        | 48 | 19               | 13               | 32               | 45               | 4                | 3 | 1                    | 4                    | 4                    |                      |                      |
| 1930-1931  | Hornets de Duluth        | AHA        | 48 | 29               | 11               | 40               | 51               | 4                | 1 | 1                    | 2                    | 4                    |                      |                      |
| 1931-1932  | Hornets de Duluth        | AHA        | 48 | 12               | 9                | 21               | 47               | 8                | 3 | 0                    | 3                    | 7                    |                      |                      |
| 1932-1933  | Rangers d'Eveleth        | LCH        | 38 | 10               | 9                | 19               | 23               | 3                | 0 | 0                    | 0                    | 5                    |                      |                      |
| 1933-1934  | Warriors d'Oklahoma City | AHA        | 33 | 9                | 10               | 19               | 7                | -                | - | -                    | -                    | -                    |                      |                      |
| 1934-1935  | Flyers de Saint-Louis    | AHA        | 41 | 17               | 22               | 39               | 8                | 3                | 2 | 4                    | 6                    | 0                    |                      |                      |
| Totaux LNH | Totaux LNH               | Totaux LNH | 62 | 6                | 3                | 9                | 28               | -                | - | -                    | -                    | -                    |                      |                      |